# Mirosław Mrozek
Mirosław Mrozek (ur. 1979) – polski poeta
Laureat pierwszego miejsca II edycji Konkursu Literackiego im. Henryka Berezy „Czytane w maszynopisie” 2014 za projekt tomu Horyzont zdarzeń (nagroda: wydane tomu). Za tom Horyzont zdarzeń nominowany do Nagrody Poetyckiej im. Wisławy Szymborskiej 2015 jako pierwszy w historii Nagrody debiutant. Laureat 6. Ogólnopolskiego Konkursu na Tomik Wierszy Duży Format 2018.

## Książki
- Horyzont zdarzeń (Fundacja Literatury im. Henryka Berezy, Szczecin 2014)
- Odpowiedź retoryczna (Wydawnictwo Forma, Szczecin 2016)
- Paragnomen (Fundacja Duży Format, Warszawa 2018)